# Salamandra salamandra crespoi
Salamandra salamandra crespoi is een salamander uit de familie echte salamanders (Salamandridae). Het is een ondersoort van de vuursalamander (Salamandra salamandra).
De salamander is endemisch in zuidwestelijk Portugal (Algarve). De salamander is aangetroffen op een hoogte van 200 tot 600 meter boven zeeniveau.